# Овчинникова Ніна Афанасіївна
Ніна Афанасіївна Овчинникова (1930—1991) — доярка, Герой Соціалістичної Праці (1971).

## Біографія
Ніна Овчинникова народилася 23 лютого 1930 року в селі Кархи Закінчила семирічну школу, після чого працювала в колгоспі.
З 1958 року працювала дояркою в колгоспі імені Радищева. Домоглася високих надоїв від закріплених за нею корів, швидко увійшовши в число кращих доярок району.
Указом Президії Верховної Ради СРСР від 8 квітня 1971 року за видатні успіхи, досягнуті в розвитку сільськогосподарського виробництва, виконанні завдань п'ятирічного плану продажу державі продуктів тваринництва» Ніна Овчинникова удостоєна високого звання Героя Соціалістичної Праці з врученням ордена Леніна і медалі «Серп і Молот».
У 1985 році Овчинникова вийшла на пенсію. Проживала у селі Нікольському Гагарінського району, померла 20 лютого 1991 року, похована в Нікольському.
Була нагороджена двома орденами Леніна, чотирма золотими медалями ВДНГ.